# Velveteen Dream
Velveteen Dream, pseudonimo di Patrick Clark Jr. (Washington, 19 agosto 1995), è un wrestler statunitense che lotta nel circuito indipendente.
È principalmente ricordato per i suoi trascorsi nella WWE, federazione nella quale ha detenuto una volta l'NXT North American Championship.

## Carriera
Nell'estate del 2015 Patrick Clark Jr. è stato annunciato tra i sei partecipanti della sesta stagione del reality show della WWE, Tough Enough, utilizzato dalla federazione di Stamford per trovare due nuovi wrestler da mettere sotto contratto; tuttavia Clark è stato eliminato per sesto durante la puntata del 21 luglio 2015.
Patrick Clark Jr. ha fatto il suo debutto in WWE, nel roster di NXT, durante la puntata del 20 luglio 2016, venendo sconfitto da Austin Aries. Il 19 ottobre ha confrontato l'NXT Champion Shinsuke Nakamura ma è stato respinto. Nella puntata di NXT del 1º marzo 2017 si è presentato con il ring name Velveteen Dream e ha battuto Sean Maluta. A NXT del 26 luglio batte Cezar Bononi, effettuando di fatto un turn heel dopo aver insultato i fan. Il 4 ottobre attacca brutalmente Aleister Black prima del suo incontro con Lio Rush. Il 18 novembre a NXT TakeOver: WarGames, viene sconfitto da Aleister Black. Il 7 aprile, a NXT TakeOver: New Orleans, Velveteen Dream ha partecipato ad un Ladder match per l'assegnazione dell'NXT North American Championship che includeva anche Adam Cole, EC3, Killian Dain, Lars Sullivan e Ricochet ma il match è stato vinto da Cole. Dopo aver effettuato contestualmente un turn face, il 17 novembre, a NXT TakeOver: WarGames II, Dream ha affrontato Tommaso Ciampa per l'NXT Championship ma è stato sconfitto. Il 27 gennaio 2019 Dream si è aggiudicato il torneo Worlds Collide sconfiggendo in finale Tyler Bate (appartenente a NXT UK), e come da premio (cioè il poter sfidare un campione di NXT a sua scelta) ha scelto di sfidare Johnny Gargano per l'NXT North American Championship. A NXT del 20 febbraio (puntata registrata il 30 gennaio) sconfigge Gargano conquistando così l'NXT North American Championship per la prima volta. Il 5 aprile, a NXT TakeOver: New York, difese con successo il titolo contro Matt Riddle. Perde il titolo a NXT del 18 settembre per mano di Roderick Strong dopo 231 giorni di regno. Nella puntata di NXT del 21 ottobre partecipò ad un Triple Threat match che comprendeva anche Kushida e Tommaso Ciampa ma il match è stato vinto dal primo. Viene in seguito sconfitto anche da Tommaso Ciampa e Adam Cole.
Dopo cinque mesi di inattività, il 20 maggio 2021 è stato licenziato dalla WWE.

## Problemi giudiziari
Nell'aprile 2020, Clark è stato accusato di aver inviato immagini pornografiche a ragazzi minorenni su Instagram. Clark negò ogni accusa. Due mesi dopo, sono emerse altre accuse, secondo le quali Clark avrebbe inviato sue foto esplicite anche a una ragazzina minorenne avendo inoltre "discussioni inappropriate" con vari altri minori. Secondo quanto riferito, la WWE ha indagato sull'incidente ma non ha trovato prove di illeciti.
Nell'agosto 2022 è stato arrestato due volte in Florida. Il 20 agosto è stato arrestato con l'accusa di violazione di domicilio e di proprietà privata, di cui si è dichiarato non colpevole. È stato nuovamente arrestato sei giorni dopo con l'accusa di possesso di accessori per la droga. Le accuse di violazione di domicilio sono state ritirate il mese successivo.

## Personaggio

### Mosse finali
- Dream Valley Driver (Death valley driver)
- Purple Rain Maker (Diving elbow drop)

### Soprannomi
- "Slugger"
- "Vainglorious One"

## Titoli e riconoscimenti
- Maryland Championship Wrestling
  - MCW Tag Team Championship (1) – con Lio Rush

- Pro Wrestling Illustrated
  - Most Improved Wrestler of the Year (2018)
  - 25º tra i 500 migliori wrestler singoli nella PWI 500 (2019)

- WWE
  - NXT North American Championship (1)

- Wrestling Observer Newsletter
  - Best Gimmick (2019)